# Ludwig Teleky
Ludwig Teleky (* 12. Juli 1872 in Wien, Österreich-Ungarn; † 20. August 1957 in New York) war ein österreichischer Sozialmediziner und Sozialhygieniker.

## Leben
Ludwig Teleky war Sohn des Arztes Hermann Teleky und dessen Ehefrau Marie, geb. Koritschoner. Er studierte Medizin an den Universitäten Wien und Straßburg und promovierte 1896. Bereits während seiner Studentenzeit war Teleky politisch aktiv als Mitglied des Studentenvereines „Wiener akademische Vereinigung“. Er schloss sich der österreichischen Sozialdemokratie an, wo er zum engeren Kreis um Viktor Adler (1852–1918) gehörte, dessen Hausarzt er später wurde. Zudem engagierte er sich in dem von Karl Renner (1870–1950) Mitte der 1890er Jahre an der Wiener Universität mitbegründeten „Sozialwissenschaftlichen Bildungsverein“. Nach abgeschlossenem Medizinstudium war Ludwig Teleky am Allgemeinen Krankenhaus und an der Allgemeinen Poliklinik in Wien als Assistent des Chirurgen Alexander Fraenkel (1857–1941) tätig. Von 1905 bis 1921 war Teleky Arzt für Gewerbekrankheiten bei der genossenschaftlichen Krankenkasse. Nach seiner Habilitation lehrte er von 1909 bis 1921 an der Wiener Universität als Privatdozent Soziale Medizin und Hygiene. Ab 1911 wurde er Leiter des Instituts für Soziale Medizin der Universität Wien. Teleky trug entscheidend bei zur Bekämpfung der Lungentuberkulose in Österreich. Seine Untersuchungen zu Quecksilber und Phosphornekrose, deren Ergebnisse den österreichischen Reichsrat beschäftigten, sowie seine Untersuchungen zu Bleivergiftungen, für die er Nachforschungen in der Zündholzindustrie Böhmens unternahm, führten dazu, dass noch vor 1914 diesbezügliche gesetzliche Schutzmaßnahmen in Österreich eingeführt werden konnten.
1921 ging er als Leiter der Westdeutschen Sozialhygienischen Akademie nach Düsseldorf. Dort veröffentlichte er umfangreich zur Gewerbehygiene und zu Gewerbekrankheiten. Er war Mitglied des Reichsgesundheitsrates und des preußischen Landesgesundheitsrates.
Aufgrund seiner jüdischen Herkunft wurde Teleky 1933 mit einem Berufsverbot belegt. Er kehrte zunächst nach Österreich zurück und emigrierte 1938 in die Vereinigten Staaten. Von 1939 bis 1946 war er Mitarbeiter der „Division of Industrial Hygiene“ der Arbeitsbehörden der Bundesstaaten Illinois und New York.
Teleky war Mitherausgeber des Handbuchs für soziale Hygiene und Gesundheitsvorsorge sowie Herausgeber des Archivs für Gewerbepathologie.
Gemeinsam mit seiner Frau Gisella Hoffmann-Teleky machte er sich, orientiert an sozialen Bewegungen, verdient um die Gewerbehygiene, aus der unter anderem die heutige Arbeitsmedizin hervorging.
Die Gynäkologin und Urologin Dora Brücke-Teleky (1879–1963) war seine Schwester.

## Ehrungen
- 1952: Großes Verdienstkreuz der Bundesrepublik Deutschland
- Ludwig-Teleky-Straße in Hamm

## Publikationen
- Die Kohlenablader der k.k. priv. Kaiser Ferdinand-Nordbahngesellschaft. Eine sozialmedizinische Studie aufgrund von gemeinsam Dr. Alfred Bass und Dr. Alfred Götzl vorgenommenen Untersuchung. In: Archiv für soziale Medizin und Hygiene, (1), 1905, S. 193 f.
- Vorlesungen über Soziale Medizin. Gustav Fischer, Jena 1914.
- hrsg. mit Adolf Gottstein und Arthur Schlossmann: Handbuch der sozialen Hygiene und Gesundheitsfürsorge. 6 Bände. Springer, Berlin 1925–1927.
- Die Entwicklung der Gesundheitsfürsorge. Deutschland, England, USA. Springer, Berlin/Göttingen/Heidelberg 1950.
- Gewerbliche Vergiftungen. Springer, Berlin/Göttingen/Heidelberg 1955.